# Luigi Pio Tessitori
Luigi Pio Tessitori (13 décembre 1887 à Udine - 22 novembre 1919 à Bikaner) est un indianiste et linguiste.

## Biographie
Tessitori naît dans la ville d'Udine (située au nord-est de l'Italie) le 13 décembre 1887, de Guido Tessitori, travailleur dans un orphelinat (les Enfants-Trouvés), et de Luigia Rosa Venier Romano. Il étudie au sein du lycée classique Jacopo Stellini à Udine avant d'aller à l'université de Florence et d'obtenir son diplôme en sciences humaines en 1910. Il est réputé être un étudiant calme, et quand il a commencé l'étude du sanskrit, du pali et du prakrit, ses camarades l'ont si tôt surnommé Luigi l'Indien.
Ayant développé un intérêt prononcé pour les langues vernaculaires du nord de l'Inde, Tessitori s'est alors efforcé d'obtenir un poste au Rajasthan. Il postule en 1913 au Bureau de l'Inde ; réalisant qu'il n'a aucune garantie d'avoir l'emploi, il contacte aussi des princes indiens qui pourraient l'employer pour un travail en linguistique. À cette période, il prend contact avec un enseignant du jaïnisme, Vijaya Dharma Suri (1868-1923), avec lequel il a une relation personnelle et professionnelle forte. Suri est connu pour sa profonde connaissance de la littérature jaïn, et a joué un rôle important dans la reprise et la préservation de ces ouvrages. Tessitori fait appel à lui pour la critique de ses exégèses sur la littérature et la pratique du jaïnisme. Suri lui offre un poste à l'école jaïniste au Rajasthan, mais alors qu'il négocie la situation délicate qu'est l'accueil d'un chrétien au sein d'un communauté jaïn, Tessitori voit sa candidature au Bureau de l'Inde acceptée, et fait ses préparatifs pour se rendre en Inde en 1914.
En Inde, Tessitori s'est impliqué à la fois dans son étude linguistique de l'Inde et dans son étude archéologique, et a fait des découvertes fondamentales en indologie.
En 1919, il apprend que sa mère est gravement malade, et revient en Italie le 17 avril. Le temps qu'il arrive, elle est déjà morte. Il reste alors plusieurs mois en Italie avant de retourner en Inde en novembre. Malheureusement, il semble avoir contracté la grippe espagnole à bord du bateau, et tombe gravement malade. Il meurt le 22 novembre 1919 à Bikaner.

## Carrière

### Thèse et premiers travaux
Entre 1846 et 1870, 12 volumes des versions en bengali ou gauda du Ramayana de Valmiki ont été publiés en Italie par Gaspare Gorresio, qui sont devenus dès lors une importante référence pour les indianistes italiens. La thèse de Tessitori se base sur ces travaux, et met en valeur une analyse des liens entre ceux-ci et les versions de Tulsidas, écrites en avadhi une centaine d'années plus tôt. Il montre que Tulsidas a adapté l'histoire principale depuis le Valmiki, détaillant ou réduisant les détails, en les retranscrivant sous une forme poétique indépendante de l'original, et qui pourrait être considéré comme un nouveau travail. C'est un travail laborieux nécessitant une comparaison vers par vers des deux versions, et montrant que Tulsidas a suivi différentes versions du Ramayana qui étaient répandues en Inde à cette époque. Sa thèse, a été publiée sous la supervision de Paolo Emilio Pavolini en 1911.

### Étude linguistique de l'Inde
La Société asiatique du Bengale a invité Tessitori à participer à son étude linguistique de l'Inde. Il a été chargé par George Grierson de diriger l'étude historique et de la tradition poétique du Rajputana. Il arrive en 1914 et reste au Rajputana pendant 5 ans. Il traduit et commente les chroniques médiévales et les poèmes du Rajasthan, ceux qu'il avait étudiés plus tôt à la bibliothèque nationale de Florence. Il étudie la grammaire du vieux rajasthani avec les mêmes lignes comparatives que sa thèse, et pose les fondations de l'histoire du développement des langues vernaculaires indo-aryennes modernes.
Tessitori a exploré les compositions poétiques dans les dialectes dingala et Pingala, ainsi que les récits généalogiques. Il s'arrange pour cataloguer les bibliothèques bardiques privées et de nombreuses bibliothèques princières, malgré une certaine opposition bureaucratique.
En 1915, invité par le Maharajah de Bikaner, Tessitori commence des études grammaticales et lexicographiques sur la littérature régionale. Il a réussi à montrer que le dialecte jusqu'ici appelé Vieux Gujarati devrait être appelé Vieux Rajasthani occidental. Il s'est aussi beaucoup épris pour la beauté des dialectes rajasthanis, et a édité de nombreux exemplaires de leur littérature, telle que Veli Krishna Rukmani Ri de Rathor Prithvijara, et Chanda Rao Jetsingh Ro de Vithu Saja.

### Archéologie
Dans le même temps que son étude linguistique, Tessitori a parcouru en long et en travers Jodhpur et Bikaner à la recherche de piliers commémoratifs, sculptures, pièces, et sites archéologiques aux côtés de Sir John Marshall de l'Archaeological Survey of India.
Tessitori a récupéré des terres cuites gupta sur des tertres à Rangamajal et dans d'autres sites, tout comme deux statues en marbre colossales de la déesse Sarasvati près de Ganganagar. Il a trouvé des terres cuites de la période kouchan à Dulamani et à Ganganagar. Il a aussi déchiffré et publié les textes des épigraphes sur les piliers de pierre (Goverdhan) et les tablettes dans la région de Jodhpur-Bikaner.
Il remarque les ruines proto-historiques dans la région de Bikaner-Ganganagar, soulignant correctement qu'ils précèdent la culture Maurya. Cette trouvaille permet plus tard la découverte et l'excavation du site de Kalibangan correspondant à la civilisation de l'Indus. Il communique la découverte de trois objets de Kalibangan à George Grierson durant son bref séjour en Italie en 1919.

« Deux d'entre eux - le premier est un sceau - portent une inscription dans des caractères que je n'arrive pas à identifier. Je le suspecte d'être une trouvaille extrêmement intéressante : le tertre lui-même sur lequel les objets ont été trouvés est très intéressant. Je crois qu'il est préhistorique ou, à minima, non aryen. Peut-être que les inscriptions font référence à une race oubliée ? »

Grierson lui suggère de les montrer à John Marshall lors de son retour en Inde. Mais il n'a pu le faire avant sa mort lors de son retour à Bikaner. La connaissance des sceaux a été enterrée avec lui, et a été redécouverte seulement lorsque Hazarimal Banthia, un homme d'affaires de Kanpur, a rapporté des copies de ses correspondances depuis l'Italie.